# Remington Modelo 600
El fusil Remington Modelo 600 es un rifle de cerrojo de alimentación por empuje producido por Remington Arms entre 1964 y 1968. Si bien se cree comúnmente que la producción terminó en 1967, según los representantes de Remington, los registros indican que en realidad culminó en 1968. Este modelo fue el precursor del modelo 660 (fabricado entre 1968 y 1971); el modelo Mohawk 600 (fabricado entre 1972 y 1979); y el Modelo 673 (fabricado entre 2003 y 2004).

## Descripción general
El Modelo 600 fue diseñado para ser un "guide rifle", siendo la característica más notable la banda de ventilación tipo escopeta. Se produjeron aproximadamente 94.086 rifles en los calibres disponibles: .222 Remington, .223 Remington, 6 mm Remington, 6,5 mm Remington Magnum, .243 Winchester, .308 Winchester, .35 Remington, .350 Remington Magnum.

## Variantes

### Remington Modelo 600 Magnum
Similar al Remington Modelo 600 pero disponible en los calibres 6.5mm Remington Magnum y .350 Remington Magnum . También presentaba una culata de nogal laminada, una cantonera y una eslinga.

### Remington Modelo 600 Mohawk

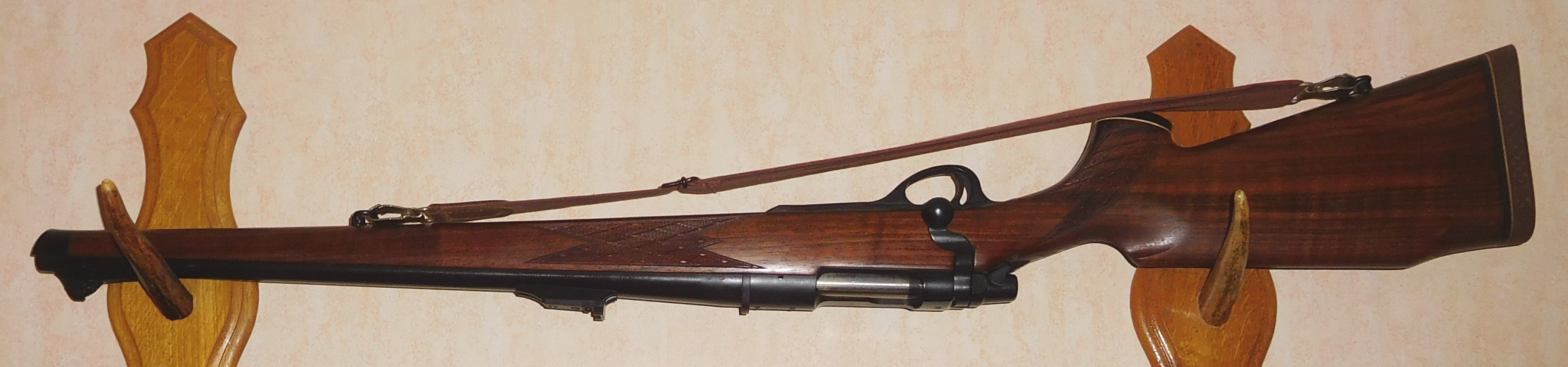
Modelo 600 Mohawk.

Especificaciones al modelo 600 excepto que presenta un cañón de 18,5 pulgadas sin banda. Era un modelo promocional producido entre 1971 y 1980.

## Popularidad
Si bien el rifle tuvo muy buena acogida por la mayoría de sus propietarios, el talón de Aquiles del Modelo 600 original y sus descendientes fue su apariencia; Los críticos la despreciaron en gran medida, a pesar de ser de excepcional calidad. La longitud del cañón original de 18,5 pulgadas da como resultado una explosión más sentida, especialmente en el .350 Rem Mag. Esta realidad y percepción también llevaron al fracaso del cartucho .350 Rem Mag en las armas posteriores de diferentes modelos. Remington finalmente abandonó el cartucho a finales de la década de 1970, hasta que resucitó en 2003 con el Modelo 673.
La serie 600 recibió atención a través de los escritos de Jeff Cooper, quien utilizó el modelo 600 como base para sus rifles de exploración "Scout I" y "Super Scout".